# Arosa (Portugal)
Arosa ist ein Ort und eine ehemalige Gemeinde (Freguesia) im Norden Portugals.
Arosa gehört zum Kreis Guimarães im Distrikt Braga. Die Gemeinde hatte eine Fläche von 1,9 km² und 468 Einwohner (Stand 30. Juni 2011).
Am 29. September 2013 wurden die Gemeinden Arosa und Castelões zur neuen Gemeinde União das Freguesias de Arosa e Castelões zusammengeschlossen.